# Tramwaje w Newcastle

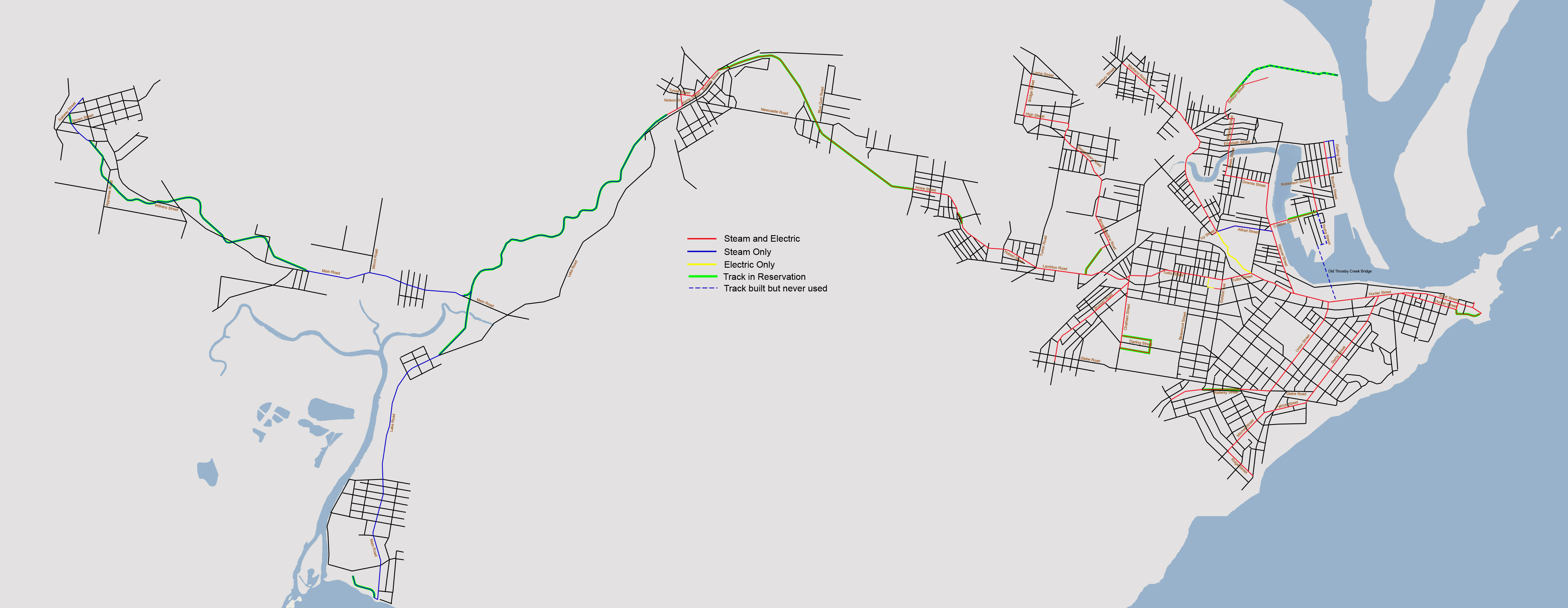
Schemat sieci tramwajowej w Newcastle

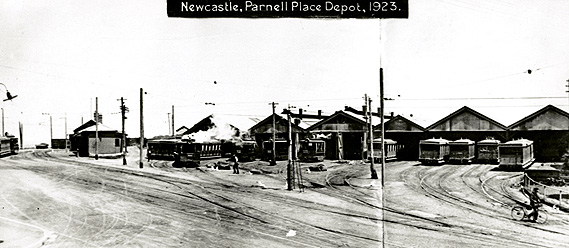
Zajezdnia Parnell Place

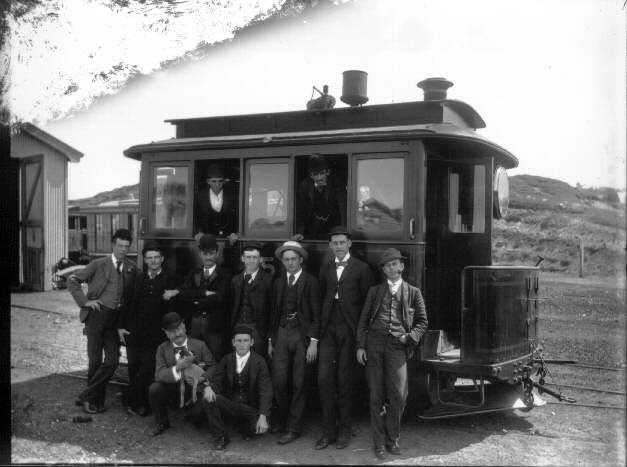
Tramwaj parowy w zajezdni Parnell Place

Tramwaje w Newcastle − system komunikacji tramwajowej w australijskim mieście Newcastle, działający w latach 1887−1950, oraz ponownie od 2019. 

## Historia

### 1887−1919
Pierwszą linię tramwajową w Newcastle otwarto w 1887, była to linia tramwaju parowego. Trasa zaczynała się w centrum Newcastle, a kończyła się w Plattsburg (Wallsend). Zajezdnię do obsługi linii wybudowano przy Hunter Street. W 1893 linię wydłużono do Parnell Place gdzie zbudowano nową większą zajezdnię. W kwietniu 1894 zbudowano dwie trasy do Glebe i do Tighes Hill. W 1900 zbudowano linię do Adamstown. W 1901 wydłużono trasę z Tighes Hill do Mayfield. W 1903 wybudowano linię do Merewether Beach, a w 1907 wybudowano linię do Newcastle Racecourse. W 1910 zbudowano linię od Wallsend do West Wallsend, a na końcówce Wallsend zbudowano małą zajezdnię do obsługi tej linii. W 1912 zajezdnię tę powiększono z powodu otwarcia odgałęzienia do Speers. W tym samym roku od linii do Mayfield zbudowano odgałęzienie do Carrington. W 1914 zbudowano linię do Maryville, którą w 1915 wydłużono do Waratah. W 1916 ponownie tę linię wydłużono do Port Waratah. W 1918 rozpoczęto budowę nowej zajezdni w Hamilton, która miała obsługiwać tramwaje elektryczne. 

### Po 1920
W 1920 zbudowano linię w Port Waratah do nabrzeża. Linii tej jednak nigdy nie otwarto, wkrótce po jazdach próbnych linia została rozebrana. W 1920 rozpoczęto elektryfikację sieci tramwajowej. Pierwsze tramwaje elektryczne wyruszyły na linie w październiku 1923. Do końca 1926 wszystkie linie zostały zelektryfikowane z wyjątkiem trasy do West Wallsend wraz z odgałęzieniami, która nadal była obsługiwana przez tramwaje parowe. Trasę tę zamknięto w listopadzie 1930. Do czerwca 1931 linia była okazjonalnie wykorzystywana, kiedy to definitywnie ją zamknięto. W 1927 zamknięto dwie zajezdnie: przy Hunter Street i Parnell Place. Od tej pory w mieście była tylko jedna zajezdnia w Hamilton. Od 1938 rozpoczęto stopniową likwidację systemu. Jako pierwsze zlikwidowano linie do Port Waratah i do Carrington. W 1948 zlikwidowano linię do Mayfield, a w 1949 zlikwidowano trasę do Wallsend. W lutym 1950 zlikwidowano trasy do Merewether Beach i do Glebe. W kwietniu zlikwidowano kolejne dwie linie:
- do Racecourse
- do Adamstown

Ostatnią zlikwidowano linią była trasa do Waratah, którą zamknięto 10 czerwca 1950. Zajezdnia w Hamilton po zamknięciu ostatniej linii została przebudowana na zajezdnię autobusową.

## Od 2019
Od 2019 roku tramwaje na nowo kursują po 2,7-kilometrowym odcinku linii tramwajowej, z siedmioma przystankami. 